# الغيبة الكبرى

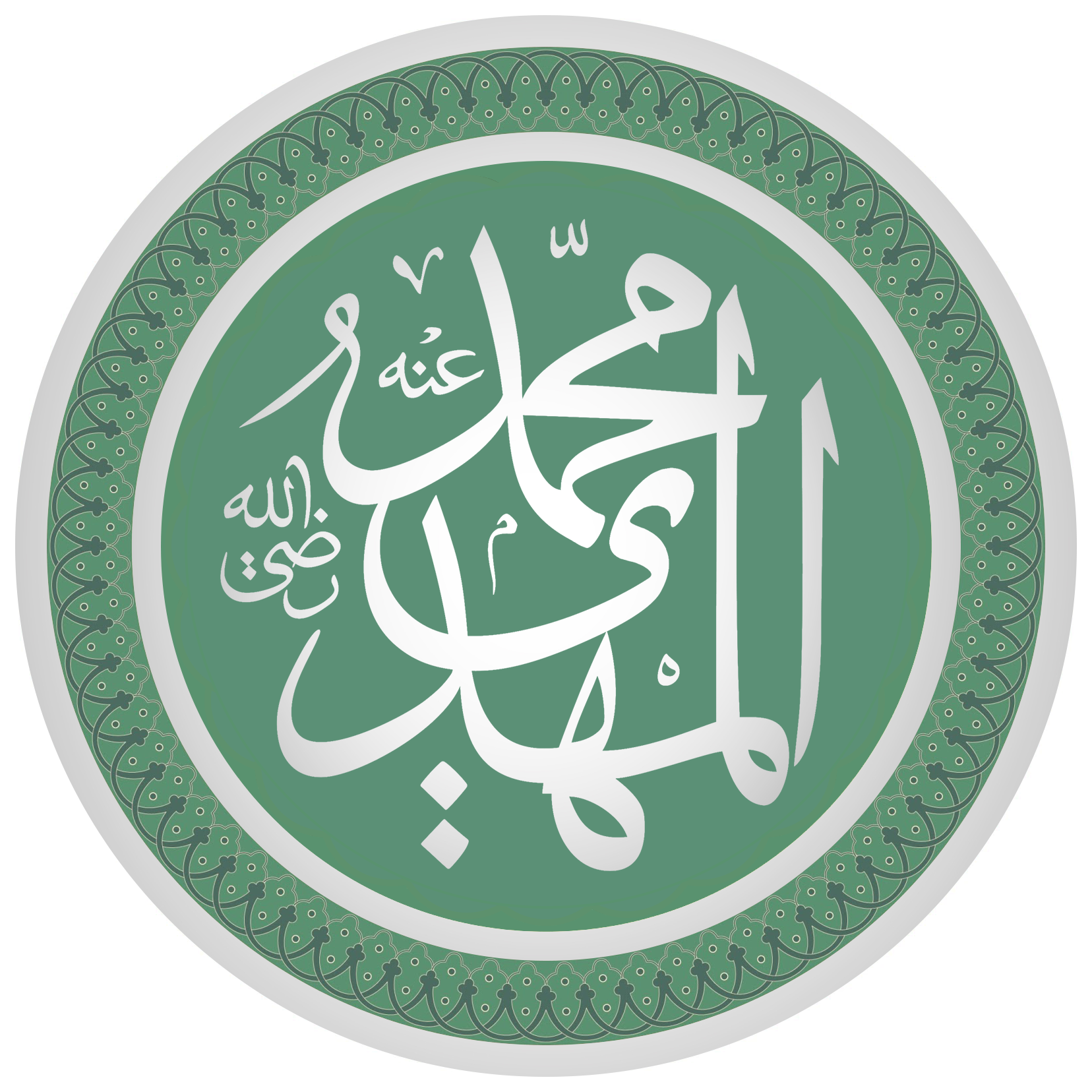
محمد المهدي الذي يعتقد الشيعة أنه حالياً بالغيبة الكبرى

الغيبة الكبرى، وفقاً للشيعة، يُقصدُ بها الغياب الثاني للإمام المهدي بعد الغيبة الصغرى. وفقاً للإثنا عشرية، الغيبة الكبرى التي بدأت في حوالي 329 هجري لا زالت باقية، ولن تنتهي إلا بنهاية الزمان عندما يرجع للأرض ويملأها عدلاً.

## الغیبة الکبری
يعتقد الشيعة الإمامية بأن الغيبة الصغرى للمهدي قد انتهت بوفاة رابع وآخر سفير للمهدي وذلك سنة 329هـ، وبدأت الغيبة الكبرى وامتدت إلى يومنا هذا وستستمر حتى يوم ظهوره.

## النيابة العامة
بعد وفاة السفير الرابع سنة 329 هـ لم يُنصّب الإمام المهدي سفيراً وانتهت كل الارتباطات المباشرة به، وهذا يعنى ختم الوكالة الخاصة من قبل الإمام المهدي.
وبعد أن طالت غيبة الإمام المهدي ومن أجل سدّ الفراغ الحاصل بعد وفاة السفير الرابع، عمد علماء الشيعة إلى صبّ اهتمامهم على المسائل العقائدية، وبذلك تسنموا موقع الزعامة والقيادة للطائفة الإمامية. وقد حازوا بالتدريج على عنوان النواب غير المباشرين (النواب العامّين) لإمام غائبهم واهتموا في أثناء فترة الغيبة الكبرى بهداية الأمة الإسلامية وإرشادها صوب معالم الفقه الإسلامي.

## أدلة النيابة العامة
لقد احتل علماء الإمامية موقعهم الجديد استناداً لأحاديث تبيّن دورهم في أثناء غيبة المهدي. وسنعرض ذيلاً الأحاديث الرئيسية التي تؤيد مسؤولية الفقهاء في عصر الغيبة الكبرى:
لقد أصدر الإمام الثاني عشر للشيعة توقيعاً عن طريق السفير الثاني في جوابه لإسحاق بن يعقوب، إليك نصه: «وأما الحوادث الواقعة فارجعوا فيها إلى رواة حديثنا فهم حجتي عليكم وأنا حجة الله عليهم».
وفي حديث آخر يرويه الطبرسي عن الحسن بن علي العسكري في بيانه لدور الفقهاء في عصر الغيبة جاء فيه: «وأما من كان من الفقهاء صائناً لنفسه حافظاً لدينه مخالفاً لهواه مطيعاً لأمر مولاه فللعوام أن يقلّدوه».
وفي رواية أخرى للطبرسي أيضاً عن الهادي: «لولا من يبقى بعد غيبة قائمنا من العلماء الداعين إليه والدالّين عليه والذابّين عن دينه بحجج الله والمنقذين لضعفاء عباد الله من شباك إبليس ومردته ومن فخاخ النواصب له ما بقي أحدٌ إلا ارتدّ عن دين الله ولكنّهم الذين يمسكون أزمّة قلوب ضعفاء الشيعة كما يمسك صاحب السفينة سكّانها، أولئك هم الأفضلون عند الله عزّ وجل».

## حدود فاعلية الفقهاء
لقد تركت الغيبة الكبرى للإمام الثاني عشر للشيعة تحديات جدّية في مسألة الزعامة عند الشيعة الإمامية. وقد سمح هذا الوضع لفقهاء الشيعة بتطوير نشاطاتهم وفاعليتهم. وقد أجمعوا على أن الإمام الغائب سيبقى حيا – رغم طول غيبته – إلى أن يقوم بالسيف في الوقت الموعود.
وقد نظم هؤلاء رؤيتهم استنادا إلى حديث للصادق وجهه لأحد أتباعه وهو حازم بن حبيب قائلاً: «يا حازم إن لصاحب هذا الأمر غيبتين يظهر في الثانية، إن جاءك من يقول إنه نفض يده من تراب قبره فلا تصدقه».
بيد أن الفقهاء في الحقيقة يشعرون باحتياجهم إلى القيادة لتُصان جماعتهم من الانشعاب والتكتّل، وهم على علم بأن لا أحد يمكنه أداء هذه الوظيفة غيرهم.
فيجب على الفقهاء – كما جاء في روايات أئمة الشيعة الإمامية – أن يبذلوا جهدهم ليتكاملوا ويصبحوا مسلمين واقعيين ملتزمين، مطبقين للشريعة النبوية بمفهومها الحقيقي في حياتهم اليومية وفي كل الشؤون الاجتماعية.